# بطولة العالم للشطرنج 2013
بطولة العالم للشطرنج 2013 هي مباراة شطرنج منظمة من قبل الاتحاد الدولي للشطرنج أقيمت من 6 نوفمبر إلى 26 نوفمبر 2013 بين الهندي فيشفاناثان اناند بطل بطولة العالم للشطرنج لسنة 2012 ومنافسه النرويجي ماغنوس كارلسن الذي فاز في مسابقة الترشح المنظمة في لندن من 15 مارس إلى 1 أبريل 2013.
في 22 نوفمبر، فاز ماغنوس كارلسن ببطولة العالم للشطرنج 2013 على حساب فيشفاناثان اناند وأصبح البطل العشرين في تاريخ هذه المسابقة.

## تعيين المشاركين

### بطل العالم باللقب، فيشفاناثان اناند
الهندي فيشفاناثان اناند أصبح بطل العالم في سنة 2007 بعد فوزه ببطولة العالم للشطرنج 2007 المنظمة في مكسيكو باشتراك 8 لاعبين، وكان قد واجه في النهائي اللاعب الإسرائيلي بوريس جلفاند والروسي فلاديمير كرامنيك حامل اللقب. وبعد الفوز ببطولة 2007، حافظ فيشفاناثان اناند على لقبه في سنة 2008 أمام الروسي فلاديمير كرامنيك، ثم في 2010 أمام البلغاري فيسيلين توبالوف، وبعدها في 2012 أمام الإسرائيلي بوريس جلفاند. ويحاول الآن المحافظة على لقبه أمام الفائز بدورة المترشحين 2013 في هذه السنة.

## دورة المترشحين 2013
منافس فيشفاناثان اناند لهذه السنة هو ماغنوس كارلسن الفائز بدورة المترشحين 2013 المنظمة بين 15 مارس إلى 1 أبريل 2013 في لندن (في مؤسسة الهندسة والتكنولوجيا).

تتكون دورة المرشحين من دورة مزدوجة تتضمن 8 لاعبين وهم:
- النرويجي ماغنوس كارلسن، المصنف الأول عالميا (2872) والحائز على ترتيب إيلو الأعلى في التاريخ.
- الروسي فلاديمير كرامنيك، المصنف الثاني عالميا (2810) وبطل العالم من 2000 إلى 2007.
- الأرميني ليفون أرونيان، المصنف الثالث عالميا (2809).
- الأذري تيمور رادجابوف، المصنف الرابع عالميا (2793).
- الروسي ألكسندر غريشتشوك، المصنف العاشر عالميا (2764).
- الأوكراني فاسيلي إيفانتشوك، المصنف الثالث عشر عالميا (2757).
- الروسي بيتر سفيدلر، المصنف الرابع عشر عالميا (2747).
- الإسرائيلي بوريس جلفاند، المصنف الثامن عشر عالميا (2740) وأحد طرفي النهائي في بطولة العالم للشطرنج 2012.

تأهل بوريس جلفاند بصفته طرف في نهائي بطولة العالم لسنة 2012.

بيتر سفيدلر رشح كبطل كأس العالم للشطرنج 2011 وفاسيلي إيفانتشوك رشح كطرف في النهائي نفسه وألكسندر غريشتشوك رشح لحوزته على المركز الثالث في هذا الكأس الذي أقيم في خانتي-مانسييسك.

ماغنوس كارلسن وفلاديمير كرامنيك وليفون أرونيان رشحوا بصفتهم الحائزين على المراكز الثلاثة الأولى في تصنيف إيلو.

تيمور رادجابوف رشح بعد تلقيه بطاقة مشاركة من شركة النفط الحكومية لجمهورية أذربيجان (سوكار) الراعية الرسمية لهذه البطولة.
| المركز   | اسم المشارك                 | ترتيب إيلو (مارس 2013) | 1   | 2   | 3   | 4   | 5   | 6   | 7   | 8   | النقاط | النتائج    |
| -------- | --------------------------- | ---------------------- | --- | --- | --- | --- | --- | --- | --- | --- | ------ | ---------- |
| المركز 1 | ماغنوس كارلسن (النرويج)     | 2872                   | **  | ½ ½ | 0 1 | ½ ½ | 1 1 | ½ 1 | ½ 0 | 1 ½ | ½8     | 5 إنتصارات |
| المركز 2 | فلاديمير كرامنيك (روسيا)    | 2810                   | ½ ½ | **  | ½ 1 | 1 ½ | ½ ½ | 1 ½ | 0 ½ | ½ 1 | ½8     | 4 إنتصارات |
| المركز 3 | بيتر سفيدلر (روسيا)         | 2747                   | 1 0 | 0 ½ | **  | ½ 1 | ½ ½ | ½ ½ | ½ 1 | ½ 1 | 8      | ½ - ½1     |
| المركز 4 | ليفون أرونيان (أرمينيا)     | 2809                   | ½ ½ | ½ 0 | 0 ½ | **  | 0 1 | ½ ½ | 1 1 | 1 1 | 8      | ½1 - ½     |
| المركز 5 | بوريس جلفاند (إسرائيل)      | 2740                   | 0 0 | ½ ½ | ½ ½ | 1 0 | **  | ½ ½ | ½ ½ | 1 ½ | ½6     | 2 إنتصارات |
| المركز 6 | ألكسندر غريشتشوك (روسيا)    | 2764                   | 0 ½ | ½ 0 | ½ ½ | ½ ½ | ½ ½ | **  | ½ 1 | ½ ½ | ½6     | 1 إنتصار   |
| المركز 7 | فاسيلي إيفانتشوك (أوكرانيا) | 2757                   | 1 ½ | 1 ½ | 0 ½ | 0 0 | ½ ½ | 0 ½ | **  | 1 0 | 6      |            |
| المركز 8 | تيمور رادجابوف (أذربيجان)   | 2793                   | ½ 0 | 0 ½ | ½ 0 | 0 0 | ½ 0 | ½ ½ | 0 1 | **  | 4      |            |

## المباراة
دارت أحداث المباراة من 7 إلى 28 نوفمبر 2013 في مدينة تشيناي في الهند، مسقط رأس فيشفاناثان اناند.
في 22 نوفمبر، فاز ماغنوس كارلسن ببطولة العالم للشطرنج 2013 على حساب فيشفاناثان اناند وأصبح البطل العشرين في تاريخ هذه المسابقة.

## روابط خارجية
- الموقع الرسمي للبطولة.
- الموقع الرسمي لدورة المترشحين.